# فريدريك أوليفر روبنسون
فريدريك أوليفر روبنسون هو سياسي كندي، ولد في 2 أغسطس 1903 في كندا، وتوفي في 26 يونيو 1969 في ثاندر باي في كندا. حزبياً، نشط في Co-operative Commonwealth Federation (Ontario Section) ‏. وقد انتخب عضو برلمان مقاطعة أونتاريو.